# Zuo Man
Zuo Man (chinesisch 左曼, Pinyin Zuǒ Màn; * 12. Juni 1982 in Guangyuan, Volksrepublik China) ist eine ehemalige chinesische Beachvolleyballspielerin.

## Karriere
Zuo Man spielte in ihrer Jugend Hallenvolleyball und seit 2002 Beachvolleyball. 2006 startete sie an der Seite von Zhang Ying auf der FIVB World Tour. Bestes Ergebnis war ein vierter Platz beim Open-Turnier in Shanghai. 2007 und 2008 war Wang Lu ihre Partnerin. Bei der Weltmeisterschaft 2007 in Gstaad belegten Wang/Zuo den neunten Platz. Die letzten beiden Veranstaltungen des Jahres 2008 bestritt Zuo Man mit der Olympia-Silbermedaillengewinnerin Wang Jie. Die beiden belegten einen siebten und einen vierten Platz. 2009 spielten die beiden Chinesinnen noch bei drei FIVB Turnieren mit, in Shanghai gelang ihnen dabei der größte Erfolg mit dem Gewinn der Silbermedaille. Nach einem 25. Platz in Osaka und einem 13. Platz in Seoul beendeten beide ihre Karriere.